# 南アフリカ連邦の国王
南アフリカ連邦の国王 / 女王（King / Queen of Union of South Africa）は、かつて英連邦王国だった南アフリカ連邦の元首たる君主である。イギリス国王（女王）が兼位する。1961年の共和制移行により廃止された。

## 概要
南アフリカ連邦は、イギリスと同君連合を組む英連邦王国だったため、南アフリカ連邦の国王は、イギリス国王が兼任していた。象徴的な存在であり、実権は持たない。南アフリカ連邦総督が南アフリカ連邦国王としての職務を代行した。

## 国王の一覧
| 代 | 国王          | 出身家                         | 在任期間                       | 在任期間     | 備考                 |
| -- | ------------- | ------------------------------ | ------------------------------ | ------------ | -------------------- |
| 01 | ジョージ5世   | ザクセン＝コーブルク＝ゴータ家 | 1910年5月31日 - 1917年7月17日  | 25年 + 234日 |                      |
| 01 | ジョージ5世   | ウィンザー家                   | 1917年7月17日 - 1936年1月20日  | 25年 + 234日 | 家名改称             |
| 02 | エドワード8世 | ウィンザー家                   | 1936年1月20日 - 1936年12月11日 | 326日        | 退位                 |
| 03 | ジョージ6世   | ウィンザー家                   | 1936年12月11日 - 1952年2月6日  | 15年 + 57日  |                      |
| 04 | エリザベス2世 | ウィンザー家                   | 1952年2月6日 - 1961年5月31日   | 9年 + 114日  | 共和制移行に伴う廃位 |